# Сењо (Савона)
Сењо је насеље у Италији у округу Савона, региону Лигурија.
Према процени из 2011. у насељу је живело 375 становника. Насеље се налази на надморској висини од 248 м.